# Saint-Barthélemy-le-Meil
Saint-Barthélemy-le-Meil – miejscowość i gmina we Francji, w regionie Owernia-Rodan-Alpy, w departamencie Ardèche.
Według danych na rok 1990 gminę zamieszkiwały 223 osoby, a gęstość zaludnienia wynosiła 30 osób/km² (wśród 2880 gmin regionu Rodan-Alpy Saint-Barthélemy-le-Meil plasuje się na 1404. miejscu pod względem liczby ludności, natomiast pod względem powierzchni na miejscu 1326.).